# Crazy Taxi: Catch a Ride
Crazy Taxi: Catch a Ride est un épisode de la série Crazy Taxi sorti exclusivement sur Game Boy Advance en 2003. Le jeu est développé par Graphic State Games (en) et édité par THQ.

## Système de jeu
Comme dans le jeu d'origine, le joueur contrôle un chauffeur ou une chauffeuse de taxi, et doit effectuer des courses pour gagner un maximum d'argent.

## Développement
Sega et THQ annoncent la sortie d'une adaptation de Crazy Taxi sur Game Boy Advance en mars 2002,. Le jeu est développé au Royaume-Uni par Graphic State (en). Il est basé sur le premier opus sorti initialement en arcade et sur Dreamcast. Un moteur 3D appelé Rush a été conçu spécifiquement pour le jeu. Les décors sont en 3D, tandis que les véhicules et les piétons sont des sprites,. Selon Richard Whittall, le directeur créatif du jeu, « [les développeurs] ont tenté de garder un gameplay aussi proche que possible de l'original : les villes sont des reproductions très fidèles et toutes les manœuvres des véhicules sont présentes. Nous n'avons bien sûr pas pu inclure autant de trafic que dans les versions d'origine, mais nous avons certainement reproduit le feeling Crazy Taxi. » Les musiques et les marques présentes dans le jeu d'origine n'ont pas pu être intégrées à la version GBA à cause de problèmes de droits. Le jeu est sorti en Amérique du Nord le 8 avril 2003, puis en Europe en juin 2003.

## Accueil
Le jeu obtient une note de 48/100 sur l'agrégateur Metacritic, ce qui correspond à un accueil critique négatif dans l'ensemble.